# Волочанский сельсовет
Волочанский сельсовет — административно-территориальная единица, находившаяся в подчинении города окружного значения Дудинки Таймырского Долгано-Ненецкого автономного округа.
Окончательно упразднена в 2010 году. 

## История
Волочанский сельсовет как административно-территориальная единица в подчинении города окружного значения Дудинки существовал до 1989 года, после 1989: сельская администрация посёлка Левинские Пески, подчинённая администрации Дудинки, или администрация посёлка Волочанка.
Официально с 1999 года: территория, подведомственная администрации города Дудинки.
Название администрация посёлка Волочанка официально было утверждено постановлением администрации Таймырского (Долгано-Ненецкого) автономного округа от 28 декабря 2000 года № 552. Постановление было отменено 4 января 2002 года как не соответствующее законодательству.
При образовании к 1 января 2005 года Таймырского Долгано-Ненецкого муниципального района территория Волочанского сельсовета вошла в состав территории городского поселения Дудинки.
В 2010 году были приняты Закон об административно-территориальном устройстве и реестр административно-территориальных единиц и территориальных единиц Красноярского края, провозгласившие отсутствие сельсоветов в Таймырском Долгано-Ненецком и Эвенкийском районах как административно-территориальных единицах с особым статусом. В Таймырском Долгано-Ненецком автономном округе в границах сельских поселений были утверждены составные территориальные единицы, образованные сельскими населёнными пунктами.
Как единица статистического учёта сельсовет фигурировал в сборнике по результатам переписи 2002 года (часть 14. Сельские населённые пункты) наряду с сельской администрацией.
В ОКАТО сельсовет учитывался до 2011 года.

## Населённые пункты
| № | Населённый пункт | Тип населённого пункта | Население |
| - | ---------------- | ---------------------- | --------- |
| 1 | Волочанка        | посёлок                | ↘436      |

В Волочанский сельсовет также входил упразднённый посёлок Пайтурма.